# Агрес
Агрес (валенс. Agres, ісп. Agres) — муніципалітет в Іспанії, у складі автономної спільноти Валенсія, у провінції Аліканте. Населення — 589 осіб (1 січня 2022).

## Географія
Муніципалітет розташований на відстані близько 330 км на південний схід від Мадрида, 48 км на північ від Аліканте.

### Клімат
| Кліматограма Агрес                                                                             | Кліматограма Агрес | Кліматограма Агрес | Кліматограма Агрес | Кліматограма Агрес | Кліматограма Агрес | Кліматограма Агрес | Кліматограма Агрес | Кліматограма Агрес | Кліматограма Агрес | Кліматограма Агрес | Кліматограма Агрес |
| ---------------------------------------------------------------------------------------------- | ------------------ | ------------------ | ------------------ | ------------------ | ------------------ | ------------------ | ------------------ | ------------------ | ------------------ | ------------------ | ------------------ |
| С                                                                                              | Л                  | Б                  | К                  | Т                  | Ч                  | Л                  | С                  | В                  | Ж                  | Л                  | Г                  |
| 40 10 4                                                                                        | 41 14 4            | 53 17 5            | 63 23 8            | 24 26 12           | 19 33 16           | 7 36 19            | 22 34 19           | 42 29 15           | 41 22 12           | 97 14 6            | 52 9 4             |
| Середня макс. і мін. температури повітря (°C) Атмосферні опади (мм), за рік : 501 мм. Джерело: |                    |                    |                    |                    |                    |                    |                    |                    |                    |                    |                    |

## Демографія
Динаміка населення (INE ):

## Галерея зображень

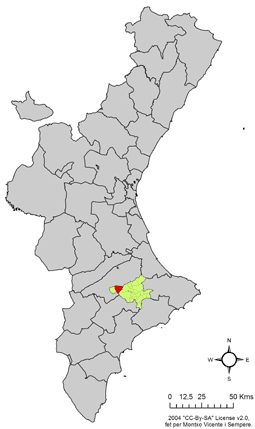
Розташування муніципалітету Агрес у автономній спільноті Валенсія
Розташування муніципалітету Агрес у комарці Кондадо-де-Косентайна
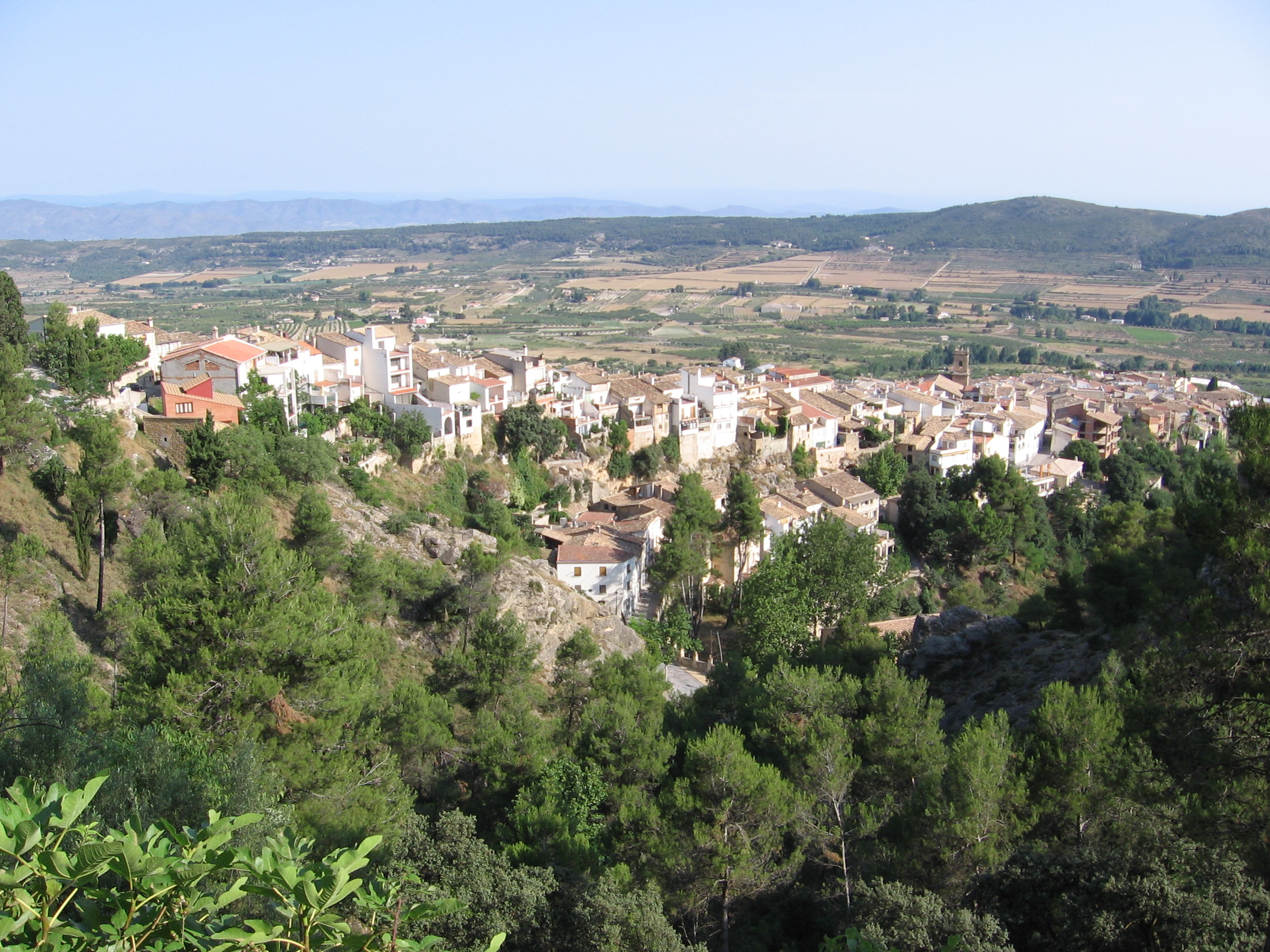
Агрес